# Dioxys rufipes
Dioxys rufipes är en biart som beskrevs av Morawitz 1875. Dioxys rufipes ingår i släktet Dioxys och familjen buksamlarbin. Inga underarter finns listade i Catalogue of Life.